# Krokowski

Herb Krokowski I

Herb Krokowski II

Herb Krokowski IIa

Herb Krokowski III

Herb Krokowski IIIa

Herb Wickerau - "protoplasta" herbu Krokowski

Krokowski (Crakow, Krockow, Krukowski) − polski herb szlachecki, używany przez rodzinę wywodzącą się z Kaszub. Herb własny rodu Krokowskich.

## Opis herbu
Herb znany w kilku wariantach. Opisy z wykorzystaniem klasycznych zasad blazonowania.
Krokowski I: W polu czerwonym trąba czarna ustnikiem w lewo, z nawiązaniem czarnym i nabiciem złotym, na dwóch ptasich nogach czarnych ze szponami złotymi. Klejnot: nad hełmem w koronie dwie ręce zbrojne z dłoniami złożonymi do góry. Labry: czerwone, podbite czarnym.
Krokowski II: W polu złotym pod dwiema liliami błękitnymi (także srebrnymi) w pas trąba czarna ustnikiem w lewo, z nawiązaniem czarnym i nabiciem złotym, na dwóch ptasich nogach w lewo czarnych ze szponami złotymi. Klejnot: nad hełmem w koronie dwie ręce zbrojne zgięte w łokciach, stykające się dłońmi. Labry: czarne, podbite złotem.
Krokowski IIa (Wickerode): Jak wyżej, ale odmiana barw: pole czerwone, lilie srebrne, labry czerwone, podbite srebrem.
Krokowski III: W polu złotym pod dwiema liliami błękitnymi w pas trąba czarna ustnikiem w lewo, z nawiązaniem czarnym, na dwóch ptasich nogach czarnych zwróconych na zewnątrz. Klejnot: nad hełmem w koronie dwie ręce zbrojne zgięte w łokciach, ze skrzyżowanymi dłońmi. Labry: czarne, podbite złotem.
Krokowski IIIa: W polu złotym trąba czarna (lub złota) ustnikiem w prawo, na ptasich nogach czarnych (lub zielonych), z lilią srebrną zaćwieczoną na ustniku i wylocie. Klejnot: nad hełmem w koronie dwie ręce zbrojne zgięte w łokciach, dłońmi do góry. Labry: czarne, podbite złotem.
Krokowski IV
Krokowski V
Krokowski VI
Wickerau: W polu trąba (róg do picia) na dwóch ptasich nogach, wylotem w lewo, z ustnikiem zakończonym lilią heraldyczną. Klejnot: nad hełmem bez korony dwa ramiona zbrojne, zgięte w łokciach, trzymające serce. Labry. Barwy nieznane.

## Najwcześniejsze wzmianki
Herb znany jest polskim i niemieckim herbarzom. W heraldyce polskiej upowszechniona została wersja Krokowski I za sprawą Kaspra Niesieckiego (Korona polska, 1728). Po nim wersję tę jako podstawową przytoczył Ostrowski (Księga herbowa rodów polskich, 1897, 1906). 
Właściwszą wersją herbu jest jednak Krokowski II, gdzie trąbie towarzyszą lilie, zaś pole herbu jest złote. Wersję tę przytoczył Nowy Siebmacher (Der Adel des Königreichs Preußen, 1906) oraz Ostrowski jako odmianę herbu.
Wersja IIa to odmiana barwna wersji II, która pojawiła się w rękopisie Dachnowskiego z XVII wieku i jest to pierwsze wystąpienie tego herbu w źródłach polskich.
Wersja III to wariant znany ze "Starego" (XVII wiek) i "Nowego" herbarza Siebmachera. Przytacza ją również Ostrowski, jako odmianę.
Wersja IIIa również jest znana w "Starym" (z błędnymi barwami) i "Nowym" Siebmacherze. Wersja ta jest także najbardziej zbliżona do najstarszej odnotowanej wersji herbu Krokowski, zamieszczonej na mapie Pomorza Lubinusa z 1617 roku oraz do herbu z pieczęci Reinholda Krokowskiego z 1594 roku.
Herb opisany jako Wickerau to herb rodu, z którego pochodził protoplasta rodu Krokowskich, a zatem swego rodzaju pierwowzór herbu Krokowski.

### Legenda herbowa
Dwie lilie w herbie Krokowskich (właściwym) mają pochodzić od królów Francji i być nagrodą za udane kampanie na ich rzecz, w których udział brał Reinhold Krokowski w XVI wieku.

## Rodzina Krokowskich
Jedna z najznaczniejszych i najzamożniejszych kaszubskich rodzin szlacheckich. Jej nazwisko pochodzi od wsi Krokowa w powiecie puckim. Protoplastą rodu był Jerzy z Wikrowa (Jurge Wickerauw), rycerz pruski, komornik wielkiego mistrza krzyżackiego, który otrzymał Krokową w 1448 roku. Jego dwaj synowie: Wawrzyniec i Gniewomir, założyli dwie najstarsze gałęzie rodu. Pierwsza siedziała na dobrach Roszczyce, druga na rodowej Krokowej. Wawrzyniec Krokowski gościł u króla Jana Olbrachta i brał udział w jego wyprawach wojennych. Zmarł w 1497 w czasie jednej z takich wypraw. Jego najstarszy syn, Jan, został stracony przez gdańszczan za napad na kupców gdańskich w 1516 roku. Był to wyrok, który odbił się głośnym echem, oprotestowała go pomorska szlachta, co przyczyniło się do cofnięcia Gdańskowi prawa do sądzenia i skazywania szlachty w 1521 roku. Brat Jana, Jerzy, skupił w jednym ręku dobra krokowskie i roszczyckie, pełnił lokalne urzędy ziemskie. Barwną postacią był syn ostatniego, Reinhold. Uczestnik wielu wojen pod sztandarami polskim, cesarskim i francuskim. Walcząc po stronie hugenotów przeszedł na protestantyzm, które to wyznanie utrzymało się następnie w rodzie. Kolejną linię rodu, osiecką, założył jego syn, Jerzy, który kupił m.in. Osieki Lęborskie. Jego wnukiem był Ernest Jerzy Krokowski. Linia krokowska wymarła w 1724 roku w osobie Krzysztofa, wnuka Ernesta Jerzego, ale wieś pozostała w rękach bocznych linii. Wieś Pieszcz stała się ośrodkiem kolejnej linii rodu, założonej przez Doringa Jakuba von Krockow (1611-1662), przedstawiciela linii roszczyckiej. Wśród jego synów był m.in. Lorenz Georg von Krockow, radca dworu elektora brandeburskiego i minister wojny Pomorza Brandeburskiego. W XVIII wieku powstała linia rodu na Połczynie.

## Herbowni
Krokowski (Crackow, Crackowius, Cracow, Crakaw, Crakow, Crakoszen, Crakowfszki, Crocaw, Crochow, Crockauw, Crockow, Crocowsky, Crokaw, Crokowski, Crokowszsky, Krackau, Krackaw, Krackow, Kracow, Krakow, Krockau, Krockow, Krokou, Krokowsski, Krukowski).